# Battaglia di Mărăști
La battaglia di Mărăști venne combattuta tra il 22 luglio e il 1º agosto 1917 nei pressi di Mărăști in Romania, nell'ambito dei più ampi eventi della campagna di Romania della prima guerra mondiale.
Dopo le pesanti sconfitte patite nel 1916, le forze del Regno di Romania erano state costrette a ripiegare sotto i colpi delle offensive degli Imperi centrali in Moldavia, dove erano state riorganizzate e riequipaggiate con l'assistenza degli Alleati; nel luglio 1917 i romeni erano quindi pronti a sferrare una controffensiva per riguadagnare parte del terreno perduto, anche se i piani dovettero essere ridimensionati a causa del progressivo cedimento interno degli alleati russi, preda dei sommovimenti politici causati dalla "rivoluzione di febbraio". Il 22 luglio la 2ª Armata romena del generale Alexandru Averescu sferrò quindi un attacco al fronte austro-tedesco nella zona di Mărăști: il fronte venne sfondato per un lungo tratto e i romeni avanzarono in profondità catturando diverse posizioni, sancendo quindi un loro riscatto dopo le sconfitte patite nel primo anno di guerra.

## Antefatti

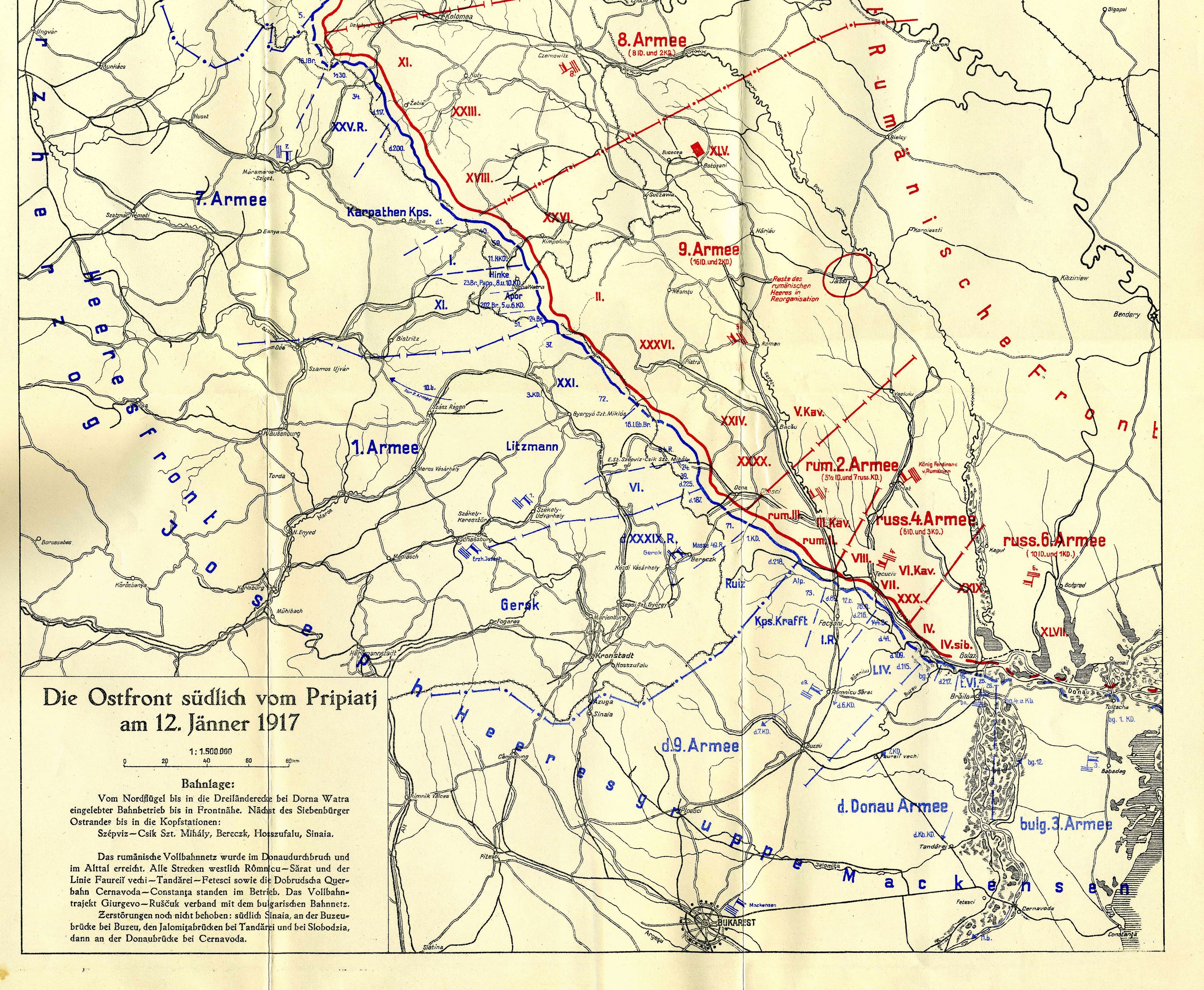
Carta del fronte Moldavo al gennaio 1917: in blu le posizioni degli Imperi centrali, in rosso quelle degli Alleati

Il 6 dicembre 1916 truppe tedesche occuparono Bucarest, sancendo la conclusione a favore degli Imperi centrali della prima fase della campagna di Romania. L'entrata in guerra del Regno di Romania a favore degli Alleati il 27 agosto precedente si era rapidamente ritorta a sfavore degli stessi romeni: mentre le principali forze romene sferravano un'offensiva contro l'Austria-Ungheria in Transilvania a nord-ovest, forze bulgare, tedesche e ottomane avevano contrattaccato a sud-est in Dobrugia mettendo in crisi lo schieramento nemico. Nonostante l'intervento in loro aiuto di alcune armate russe, i romeni si erano ritrovati attaccati su tutti i fronti: bloccato l'attacco in Transilvania, un gruppo d'armate austro-ungarico e tedesco contrattaccò più a ovest, prendendo i passi dei Carpazi meridionali e avanzando in Valacchia. Il fronte romeno era collassato: il governo dovette fuggire a Iași cercando di evacuare quante più truppe possibile verso la regione nord-orientale della Moldavia, ma anche così l'Esercito romeno perse 240000 uomini tra morti, feriti e prigionieri, pari a circa il 30% della sua forza originaria.
Sul finire del dicembre 1916 le forze romene e russe avevano ricostruito un fronte difensivo ai piedi dei Carpazi a ovest del fiume Siret e lungo il basso corso del Danubio; le operazioni conobbero un lungo periodo di stasi, con il grosso delle forze degli Imperi centrali spostato verso altri teatri bellici mentre i romeni cercavano di riorganizzare le loro truppe. Le forze romene e russe furono riunite in un comando congiunto, il "Fronte romeno", nominalmente sotto la guida del re Ferdinando I di Romania ma di fatto agli ordini del suo capo di stato maggiore, il generale russo Dmitry Shcherbachev. Una missione di consiglieri militari francesi sotto il comando del generale Henri Berthelot curò la riorganizzazione dei circa 700000 effettivi dell'Esercito romeno, riuniti in due armate sotto il comando dei generali Constantin Cristescu e Alexandru Averescu e schierate nella parte centrale del fronte del Siret suddivisi tra dieci divisioni di fanteria e due di cavalleria; i russi mettevano in campo altre tre armate, schierate ai fianchi e in mezzo alle armate romene, per un totale di 50 divisioni di fanteria e 12 di cavalleria a inizio 1917.
Per il luglio 1917 i romeni erano stati sufficientemente riorganizzati, addestrati ed equipaggiati per tentare una manovra di tipo offensivo ad ampio raggio. L'alto comando romeno e il quartier generale del Fronte romeno discussero di un ambizioso piano per circondare e distruggere la 9ª Armata tedesca, schierata nella parte meridionale del fronte moldavo, tramite una doppia offensiva: lo sforzo principale sarebbe stato portato a termine dalla 1ª Armata romena del generale Cristescu, che con l'appoggio dei russi avrebbe sferrato un attacco alle linee della 9ª Armata tedesca nei pressi di Nămoloasa spingendo poi a fondo in direzione di Ramnicu Sarat, 40 chilometri più a ovest del fronte. Questo attacco sarebbe stato preceduto da un'offensiva più a nord, nel settore di Mărăști, da parte della 2ª Armata romena del generale Averescu con l'appoggio della 4ª Armata russa: oltre ad attirare le riserve degli Imperi centrali lontano dal previsto punto di sfondamento a Nămoloasa, l'offensiva aveva lo scopo di avvolgere il fianco settentrionale della 9ª Armata tedesca e contribuire al suo accerchiamento. L'attacco romeno doveva giovarsi della concomitante grande offensiva che le forze russe stavano organizzando all'inizio di luglio 1917 nel settore meridionale del fronte orientale; l'attacco russo (passato alla storia come "offensiva Kerenskij") entrò tuttavia in stallo quasi subito a causa della grave disorganizzazione che affliggeva le forze russe, preda dei sommovimenti politici causati dallo scoppio della rivoluzione repubblicana del marzo precedente (la "rivoluzione di febbraio"), ed era ormai completamente fallito quando i romeni sferrarono la loro offensiva in Moldavia; anche sul fronte moldavo le unità russe stavano dando preoccupanti segni di cedimento morale e malcontento, mentre all'opposto i reparti romeni erano più che determinati a battersi per liberare la loro madrepatria occupata.

## Forze in campo

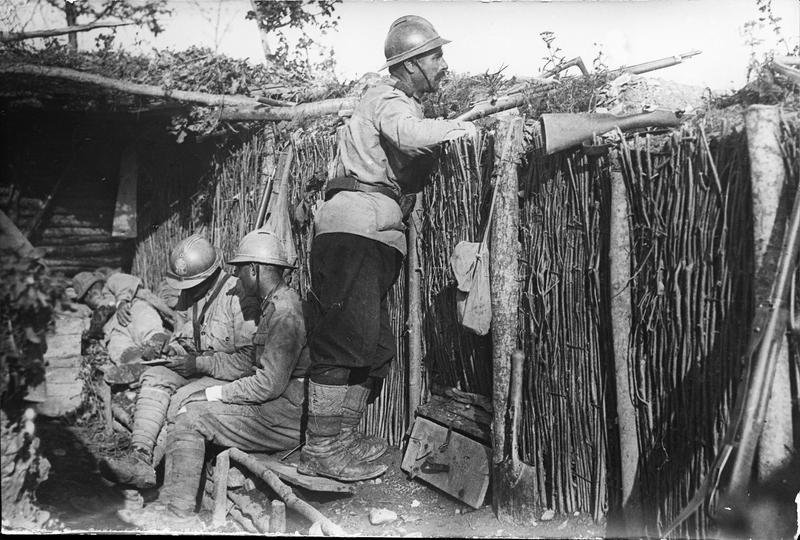
Soldati romeni in trincea sul fronte moldavo nel 1917

L'attacco nella zona di Mărăști fu affidato alla direzione della 2ª Armata romena del generale Alexandru Averescu; la 4ª Armata russa avrebbe fornito supporto sul fianco meridionale dell'offensiva. Le forze di Averescu avrebbero sferrato il peso maggiore della loro offensiva sulla sinistra, lungo un fronte di 13 chilometri tra la piana di Incarcatoarea e l'abitato di Mărăști, dove il terreno era più favorevole a un assalto: in questo settore l'attacco sarebbe stato affidato al II Corpo d'armata romeno sotto il comando del maggior generale Artur Văitoianu, comprendente la 3ª Divisione di fanteria e la 6ª Divisione di fanteria (meno una brigata); questo attacco sarebbe stato appoggiato dal grosso delle bocche da fuoco della 2ª Armata, tra cui tutta l'artiglieria pesante a disposizione. Sull'ala destra, invece, il IV Corpo d'armata del generale Gheorghe Văleanu doveva giocare un ruolo più di supporto, cercando di ingaggiare e trattenere quante più truppe nemiche oltre a prepararsi a sfruttare qualunque sfondamento fosse stato ottenuto dal II Corpo sulla sinistra; le forze di Văleanu comprendevano l'8ª Divisione di fanteria e la brigata distaccata dalla 6ª Divisione. Completavano lo schieramento romeno la 1ª Divisione di fanteria e una brigata di cavalleria, trattenute in riserva alle spalle del fronte di attacco; in totale, i romeni mettevano in campo per l'attacco 56 battaglioni di fanteria, 14 squadroni di cavalleria e 228 pezzi d'artiglieria (tra cui 52 cannoni di grosso calibro).
L'area dove l'attacco romeno stava per abbattersi costituiva il punto di giunzione tra la 1ª Armata austro-ungarica del generale Franz Rohr von Denta a nord e la 9ª Armata tedesca del generale Johannes von Eben a sud. La zona di Mărăști in particolare era presidiata dal "Gruppo Gerok", un raggruppamento improvvisato di forze austro-ungariche e tedesche sotto il comando del generale Friedrich von Gerok: subordinato al quartier generale della 1ª Armata austro-ungarica, il raggruppamento di von Gerok comprendeva due corpi d'armata, la "Forza Ruiz" (con la 218ª Divisione fanteria tedesca, la 37ª Divisione fanteria e la 1ª Divisione di cavalleria austro-ungariche) e l'VIII Corpo d'armata austro-ungarico (con la 70ª e la 71ª Divisione di fanteria, l'8ª Divisione di cavalleria, l'8ª Brigata da montagna e la 142ª Brigata di fanteria). Le forze degli Imperi centrali erano in inferiorità numerica rispetto agli attaccanti, potendo schierare nel settore dell'offensiva solo 21 battaglioni di fanteria e 36 squadroni di cavalleria supportati da 142 pezzi d'artiglieria (di cui solo 6 bocche da fuoco di grosso calibro); tuttavia la posizione difensiva del "Gruppo Gerok" poteva avvantaggiarsi della conformazione geografica dei luoghi. Gli austro-ungarici avevano organizzato una linea difensiva costituita da una serie di capisaldi collegati tra di loro da una rete di trincee e disposti in modo da fornirsi supporto di fuoco reciproco; le posizioni principali erano rappresentate dai colli di Casin e Teius, e dagli abitati di Incarcatoarea e Mărăști. Nonostante gli alti comandi avessero colto varie avvisaglie circa l'imminente offensiva, e avessero di conseguenza inviato rinforzi alla 1ª Armata austro-ungarica, il capo di stato maggiore austro-ungarico Arthur Arz von Straussenburg mostrava forte scetticismo circa la probabilità di un attacco sul fronte moldavo: i russi sembravano incapaci di lanciare un'offensiva su vasta scala, mentre
i romeni non venivano considerati come una minaccia grave.

## La battaglia

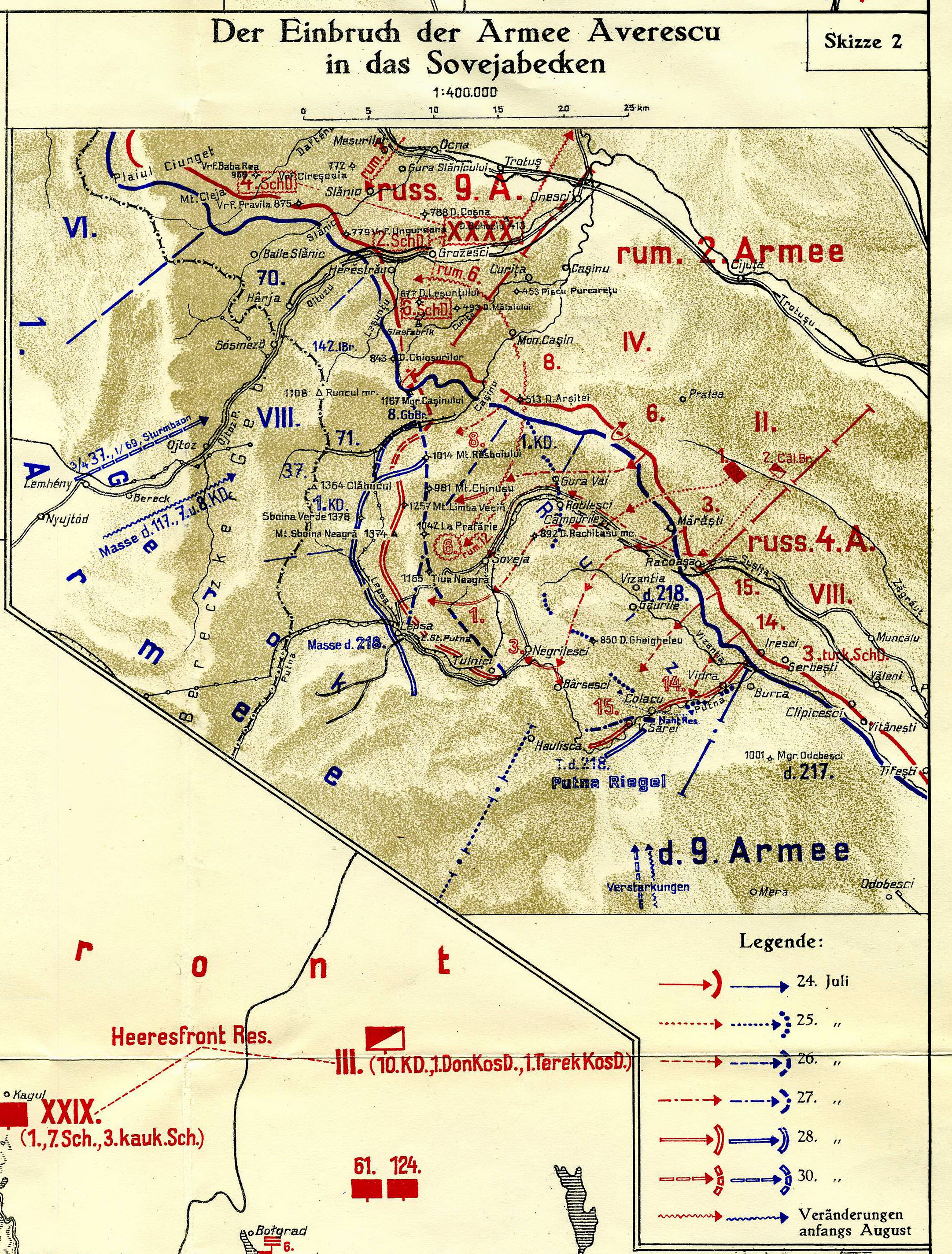
Carta della battaglia

La preparazione di artiglieria russo-romena ebbe inizio la mattina del 22 luglio 1917, con frequenti bombardamenti proseguiti anche nei giorni seguenti lungo tutta l'estensione del fronte moldavo con un'intensità mai vista prima nel teatro di guerra romeno; le forze della 9ª Armata tedesca erano tuttavia state messe in allerta dalla ricognizione aerea circa i preparativi dei russo-romeni, e risposero quindi al fuoco sferrando a loro volta bombardamenti nei settori presunti di concentrazione delle truppe nemiche. Più che dal fuoco di controbatteria dei tedeschi, comunque, i piani degli alleati furono sconvolti dai sempre più gravi segni di cedimento che si stavano manifestando nelle forze russe, con molti soldati che si erano rifiutati di mettersi in marcia verso la prima linea per prepararsi all'assalto: il generale Shcherbachev chiese inizialmente di rimandare l'offensiva per dare modo di ristabilire prima la disciplina nei reparti, per poi decidere di annullare del tutto il progettato attacco nella zona di Nămoloasa anche in ragione dei progressi che la controffensiva austro-tedesca stava ottenendo più a nord contro il fronte russo in Galizia. Averescu non aveva invece alcuna intenzione di cancellare l'offensiva prevista nel suo settore, e ottenne il permesso di proseguire nei preparativi per l'attacco a Mărăști; dopo che alcuni attacchi esplorativi sferrati il 23 luglio ebbero confermato l'apertura di brecce negli sbarramenti di filo spinato che proteggevano le posizioni austro-tedesche, il generale fissò l'inizio dell'attacco alla mattina successiva.
Alle 03:45 del 24 luglio la 3ª Divisione romena sferrò un attacco alle posizioni della 218ª Divisione tedesca nei dintorni di Mărăști. Dopo un ulteriore violento bombardamento preparatorio della durata di 15 minuti, il 24º Reggimento fanteria "Tecuci" assaltò le postazioni tedesche nella piana di Incarcatoarea, riuscendo a occupare la prima linea di trincee ma venendo respinto sulle posizioni di partenza da un violento contrattacco nemico sferrato quel pomeriggio. Nel frattempo, il 2º Reggimento cacciatori e il 4º Reggimento fanteria "Arges" riuscirono ad aprire una breccia nella linea tedesca prendendo il crinale che sovrastava l'abitato di Mărăști, proseguendo nell'avanzata fino ad attaccare e occupare posizioni ai piedi del Colle di Teius; con il rischio di essere ora prese alle spalle, le truppe tedesche si ritirarono dalla piana di Incarcatoarea. Il 22º Reggimento fanteria "Dambovita" sferrò quindi un attacco all'abitato di Mărăști, impiegando due compagnie per attirare l'attenzione dei difensori tedeschi mentre il grosso delle forze romene piombava sul villaggio dalle alture a nord: l'azione ebbe successo e i tedeschi furono costretti a ritirarsi da Mărăști. Il 30º Reggimento fanteria "Muscel" tentò nel frattempo di conquistare il Colle di Manastioara, ma tutti i suoi attacchi furono respinti dai tedeschi; muovendo da Mărăști, il 22º Reggimento prese infine alle spalle le difese nemiche e costrinse la guarnigione tedesca del colle a capitolare.
Il primo giorno dell'offensiva si era concluso positivamente per i romeni: il fronte della 218ª Divisione tedesca era stato sfondato per una lunghezza di 10 chilometri, buona parte dell'artiglieria della divisione era andata perduta e 1500 prigionieri erano caduti in mano ai romeni. Sul fianco sinistro dell'armata di Averescu, un attacco di supporto da parte della 15ª Divisione di fanteria russa aveva portato alla cattura del Colle di Momaia, dove altri 500 tedeschi erano stati fatti prigionieri; von Gerok dovette arretrare lo schieramento della sua formazione stabilendo una nuova linea difensiva tra i colli di Tehereale, Rachitasul Mare e Teius. Averescu aveva tutta l'intenzione di sfruttare il successo iniziale, e la 1ª Divisione di fanteria e la cavalleria romene furono fatte avanzare dalle retrovie verso la prima linea; il re Ferdinando intervenne tuttavia ordinando un immediato arresto di ogni ulteriore attacco: il sovrano era preoccupato per lo scarso supporto che i russi stavano dando all'offensiva, ma fu infine convinto a ritornare sulla sua decisione dopo che Averescu gli ebbe segnalato l'impossibilità di difendere le posizioni conquistate senza avere il controllo delle colline che le dominavano a occidente.

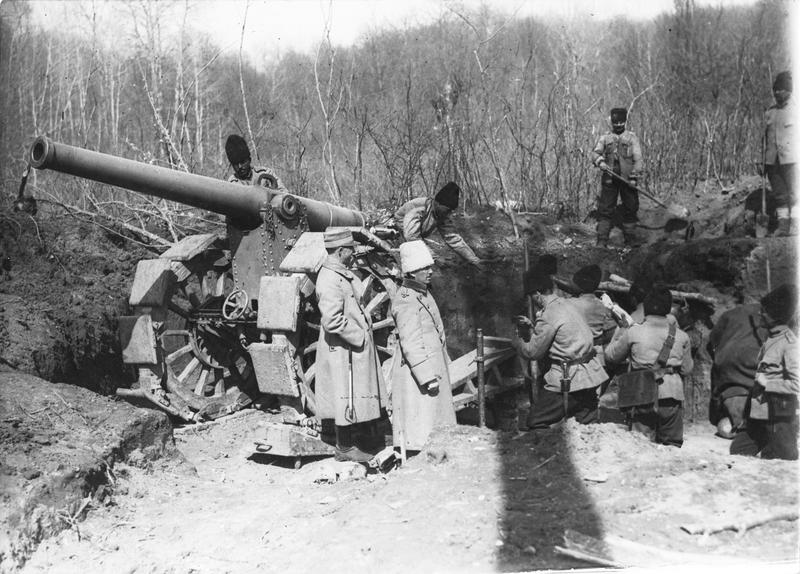
Artiglieri romeni manovrano un pezzo da 120 mm nel 1917

L'offensiva della 2ª Armata riprese quindi la mattina del 26 luglio, con un'offensiva lungo tutto il nuovo fronte stabilito dal "Gruppo Gerok". Dopo essere avanzata attraverso la piana di Incarcatoarea sgombrata dai tedeschi, la 6ª Divisione romena prese d'assalto il Colle di Tehereale in un'azione combinata con l'8ª Divisione romena, portando infine alla capitolazione della guarnigione tedesca; nel frattempo, la 1ª Divisione romena sferrò un attacco al picco di Rachitasul Mare: supportate da un pesante bombardamento di artiglieria, piccole unità romene riuscirono a infiltrarsi nella linea tedesca portando infine al crollo delle posizioni nemiche. La 3ª Divisione romena assaltò invece il Colle di Teius: il 22º Reggimento fanteria fu bloccato in scontri frontali anche all'arma bianca con i difensori tedeschi, ma il 2º Reggimento cacciatori riuscì ad aggirare le posizioni nemiche muovendo attraverso una valle non presidiata e ad attaccare il colle da dietro, portando infine alla sua cattura. Alla fine della giornata i romeni avevano aperto un altro varco lungo 30 chilometri nel fronte del "Gruppo Gerok", avanzando in direzione di Soveja e mettendo in pericolo la linea di ritirata della 1ª Divisione di cavalleria austro-ungarica schierata più a nord. Il re Ferdinando espresse ancora una volta l'intenzione di fermare l'offensiva, ma Averescu riuscì a strappare il permesso di continuare gli attacchi ancora per qualche giorno, al fine di consentire l'occupazione dell'intera Depressione di Vrancea.
Gli attacchi romeni proseguirono quindi anche il 27 luglio: l'8ª Divisione catturò il picco di Arsita Mocanului mentre la 6ª Divisione premeva sul fronte della 1ª Divisione di cavalleria austro-ungarica, che dovette lasciare in mano ai romeni il picco di Cocosila. La 1ª Divisione romena riuscì a infiltrare alcune unità nel punto di giunzione tra la 1ª Divisione di cavalleria e la 218ª Divisione tedesca, obbligandole a ripiegare in direzione del villaggio di Lepșa; il fronte della 218ª Divisione tedesca era inoltre pressato dalla 3ª Divisione romena, con i tedeschi costretti a ripiegare dietro il corso del fiume Putna e a lasciare in mano ai romeni i villaggi di Topești e Valea Sării. Nel corso del 28 luglio la 3ª Divisione romena consolidò le sue posizioni lungo il Putna, scacciando gli ultimi tedeschi dalla riva sinistra e stabilendo alcune teste di ponte sulla sponda opposta; la 6ª Divisione romena prese il picco di Zobina Neagra, ma l'8ª Divisione romena venne bloccata dall'8ª Brigata da montagna austro-ungarica nel corso di duri scontri attorno al Colle di Casin: l'attacco doveva essere supportato dall'infiltrazione di un battaglione russo, il quale tuttavia ripiegò senza combattere lasciando scoperto il fianco dei romeni. I combattimenti attorno al Colle di Casin proseguirono anche il 30 luglio, con i romeni che si assicurarono infine il picco di Razboiului; soddisfatto per le posizioni raggiunte, il 1º agosto Averescu ordinò la cessazione di ogni ulteriore offensiva.

## Conseguenze

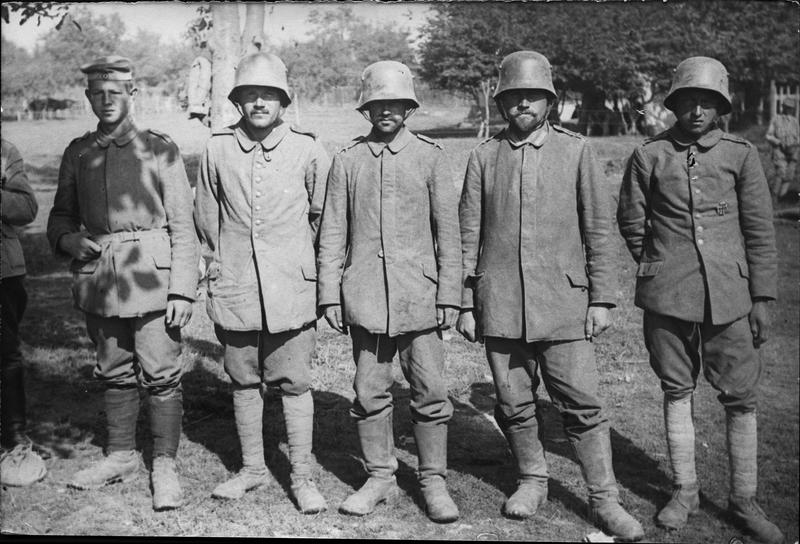
Un gruppo di soldati tedeschi presi prigionieri dai romeni nel 1917

La battaglia di Mărăști si concluse con un buon successo tattico per le forze degli Alleati: il fronte della 1ª Armata austro-ungarico venne sfondato per una lunghezza di 30 chilometri e una profondità di 20 chilometri, obbligando gli Imperi centrali a distogliere varie divisioni da altri settori per tamponare la falla nel loro schieramento. I romeni catturarono 70 cannoni e più di 2000-2500 prigionieri nemici, perdendo in totale circa 4500 uomini (1500 morti e 3000 feriti). Al di là del suo valore strategico piuttosto modesto nel quadro generale della guerra sul fronte orientale, la battaglia segnò una "rinascita" dell'esercito romeno dopo le pesanti disfatte subite nella campagna del 1916, e venne per questo ricordata negli annali militari della Romania; il successo fu molto celebrato anche dai giornali britannici e francesi, che vi videro una positiva novità dopo i mesti risultati delle offensive alleate sul fronte occidentale del maggio precedente e l'ancor più preoccupante crollo morale che stava sconvolgendo la Russia. A non meno di 32 ufficiali romeni distintisi nella battaglia, tra cui lo stesso generale Averescu, fu concesso l'Ordine di Michele il Coraggioso, massima onorificenza nazionale della Romania; lo stesso onore fu attribuito anche alla bandiera di quattro reggimenti romeni impegnati nello scontro.
Lo sfondamento romeno a Mărăști obbligò gli Imperi centrali a rivedere la loro strategia per il fronte romeno. La 9ª Armata tedesca, che si stava preparando a sferrare un'offensiva nella Moldavia meridionale, ricevette l'ordine di ridirigere il proprio sforzo verso il lato meridionale del nuovo saliente stabilito dai romeni, mentre la 1ª Armata austro-ungarica si preparava a fare altrettanto sul lato settentrionale. Questo portò, l'8 agosto 1917, alla battaglia di Mărășești tra la 9ª Armata tedesca e la 1ª Armata romena, mentre contemporaneamente la 2ª Armata di Averscu affrontava gli austro-ungarici nella terza battaglia di Oituz: i romeni si batterono duramente contendendo palmo a palmo il terreno conquistato, anche se alla fine dovettero ripiegare anche per via del cedimento delle forze russe che li assistevano. Entro i primi di settembre la linea del fronte era ritornata più o meno alla stessa situazione di inizio luglio 1917, ma la controffensiva degli Imperi centrali era stata bloccata e la Moldavia continuava a rimanere in mano ai romeni. La situazione rimase poi stazionaria fino alla fine dell'anno: con lo scoppio della rivoluzione d'ottobre e il completo collasso della Russia la posizione della Romania divenne intenibile, e il 6 dicembre 1917 i romeni dovettero quindi avviare le trattative per giungere a un armistizio con gli Imperi centrali.